# USS Louisville (SSN-724)
Za druga plovila z istim imenom glejte USS Louisville.
USS Louisville (SSN-724) je jedrska jurišna podmornica razreda los angeles.